# Gümüşdiğin, Altınyayla
Gümüşdiğin là một xã thuộc huyện Altınyayla, tỉnh Sivas, Thổ Nhĩ Kỳ. Dân số thời điểm năm 2011 là 302 người.